# 2011 en science-fiction
| Années de la science-fiction : 2008 - 2009 - 2010 - 2011 - 2012 - 2013 - 2014    |
| Décennies de la science-fiction : 1980 - 1990 - 2000 - 2010 - 2020 - 2030 - 2040 |

L'année 2011 est marquée, en matière de science-fiction, par les événements suivants.

## Naissances et décès

### Décès
- 17 février : Hans Joachim Alpers, écrivain allemand, mort à 67 ans.
- 29 avril : Joanna Russ, écrivain américaine, morte à 74 ans.
- 25 juin : Martin H. Greenberg, éditeur et écrivain américain, mort à 70 ans.
- 26 juillet : Sakyō Komatsu, écrivain japonais, mort à 80 ans.
- 21 novembre : Anne McCaffrey, femme de lettres américaine, née en 1926, morte à 85 ans.
- 22 décembre : Henri Bessière, directeur littéraire et écrivain français, né en 1923, mort à 88 ans.

## Prix

### Prix Hugo
- Roman : Black-out / All Clear (Blackout/All Clear) par Connie Willis
- Roman court : Le Cycle de vie des objets logiciels (The Lifecycle of Software Objects) par Ted Chiang
- Nouvelle longue : The Emperor of Mars par Allen M. Steele
- Nouvelle courte : For Want of a Nail par Mary Robinette Kowal
- Livre non-fictif ou apparenté : Chicks Dig Time Lords: A Celebration of Doctor Who by the Women Who Love It, édité par Lynne M. Thomas et Tara O’Shea
- Roman graphique : Girl Genius, Volume 10: Agatha Heterodyne and the Guardian Muse, écrit par Kaja Foglio et Phil Foglio, dessiné par Phil Foglio, couleurs par Cheyenne Wright
- Film : Inception, scénarisé et dirigé par Christopher Nolan
- Série ou court-métrage : Les épisodes La Pandorica s'ouvre, première partie et La Pandorica s'ouvre, deuxième partie de Doctor Who, écrits par Steven Moffat ; dirigés par Toby Haynes
- Éditeur de nouvelles : Sheila Williams
- Éditeur de romans : Lou Anders
- Artiste professionnel : Shaun Tan
- Magazine semi-professionnel : Clarkesworld, dirigé par Neil Clarke, Sean Wallace et Cheryl Morgan, podcast dirigé par Kate Baker
- Magazine amateur : The Drink Tank, édité par Christopher J. Garcia et James Bacon
- Écrivain amateur : Claire Brialey
- Artiste amateur : Brad W. Foster
- Prix Campbell : Lev Grossman

### Prix Nebula
- Roman : Morwenna (Among Others) par Jo Walton
- Roman court : Un pont sur la brume (The Man Who Bridged the Mist) par Kij Johnson
- Nouvelle longue : Ce que nous avons trouvé (What We Found) par Geoff Ryman
- Nouvelle courte : La Ménagerie de papier (The Paper Menagerie) par Ken Liu
- Prix Andre Norton : Le Labyrinthe de la liberté (The Freedom Maze) par Delia Sherman
- Prix Solstice : Michael Whelan et James Tiptree, Jr
- Prix Ray Bradbury : L'épisode L'Âme du TARDIS de Doctor Who, écrit par Neil Gaiman, dirigé par Richard Clark
- Prix du service pour la SFWA : Clarence Howard Webster
- Grand maître : Connie Willis

### Prix Locus
- Roman de science-fiction : Black-out / All Clear (Blackout/All Clear) par Connie Willis
- Roman de fantasy : Kraken (Kraken) par China Miéville
- Roman pour jeunes adultes : Ferrailleurs des mers (Ship Breaker) par Paolo Bacigalupi
- Premier roman : Les Cent Mille Royaumes (The Hundred Thousand Kingdoms) par N. K. Jemisin
- Roman court : The Lifecycle of Software Objects par Ted Chiang
- Nouvelle longue : « La vérité est une caverne dans les montagnes noires... » (The Truth Is a Cave in the Black Mountains) par Neil Gaiman
- Nouvelle courte : Le Problème avec Cassandra (The Thing About Cassandra) par Neil Gaiman
- Recueil de nouvelles : Fritz Leiber: Selected Stories par Fritz Leiber
- Anthologie : Warriors par George R. R. Martin et Gardner Dozois, éds.
- Livre non-fictif : Robert A. Heinlein: In Dialogue with His Century: Volume 1: 1907-1948: Learning Curve par William H. Patterson, Jr.
- Livre d'art : Spectrum 17 par Cathy Fenner et Arnie Fenner, éds.
- Éditeur : Ellen Datlow
- Magazine : Asimov's Science Fiction
- Maison d'édition : Tor Books
- Artiste : Shaun Tan

### Prix British Science Fiction
- Roman : Les Insulaires (The Islanders) par Christopher Priest
- Fiction courte : The Copenhagen Interpretation par Paul Cornell

### Prix Arthur-C.-Clarke
- Lauréat : Zoo City (Zoo City) par Lauren Beukes

### Prix Sidewise
- Format long : Wake Up and Dream par Ian R. MacLeod
- Format court : Paradise Is a Walled Garden par Lisa Goldstein

### Prix E. E. Smith Memorial
- Lauréat : Lois McMaster Bujold

### Prix Theodore-Sturgeon
- Lauréat : Le Sultan des nuages (The Sultan of the Clouds) par Geoffrey A. Landis

### Prix Lambda Literary
- Fiction spéculative : Diana Comet and Other Improbable Stories par Sandra McDonald (en)

### Prix Seiun
- Roman japonais : Kyonen wa ii toshi ni narudarou par Hiroshi Yamamoto

### Grand prix de l'Imaginaire
- Roman francophone : May le Monde par Michel Jeury
- Nouvelle francophone : Rempart par Laurent Genefort

### Prix Kurd-Laßwitz
- Roman germanophone : Walpar Tonnraffir und der Zeigefinger Gottes par Uwe Post

### Prix Curt-Siodmak
- Film de science-fiction : Inception, film américano-britannique de Christopher Nolan
- Série de science-fiction : Fringe
- Production allemande de science-fiction : Pandorum, film allemand de Chritian Alvart

## Parutions littéraires

### Romans
- Vortex par Robert Charles Wilson.
- Les Yeux d'Opale, par Bénédicte Taffin.

## Sorties audiovisuelles

### Téléfilms
- 2020 : Le Jour de glace par Nick Copus.
- Le Jugement dernier par Jason Bourque.
- Red Faction: Origins par Michael Nankin.

### Séries
- Doctor Who, saison 6.
- Star Wars: The Clone Wars, saison 4.